# Otoška jama
Otoška jama je kraška jama, katere vhod leži dober kilometer proč od Postojnske jame, nedaleč od vasi Veliki Otok.
Ob kraškem robu med Postojno in Predjamo je voda na več mestih v različnih višinah ponikala in izoblikovala poleg Postojnske še Otoško jamo in niz drugih. 
Otoška jama je suha, kapniška, vodoravna jama in je del nekdaj skupnega postojnskega jamskega sistema. Jama je naravno povezana s podzemeljsko Pivko, po kateri je možno priti iz Otoške v Postojnsko jamo.
Otoška jama je turistična točka, ki so jo zaradi njenih edinstvenih lepot uporabljali tudi filmski ustvarjalci iz Slovenije in tujine.